# Questenberger Roland

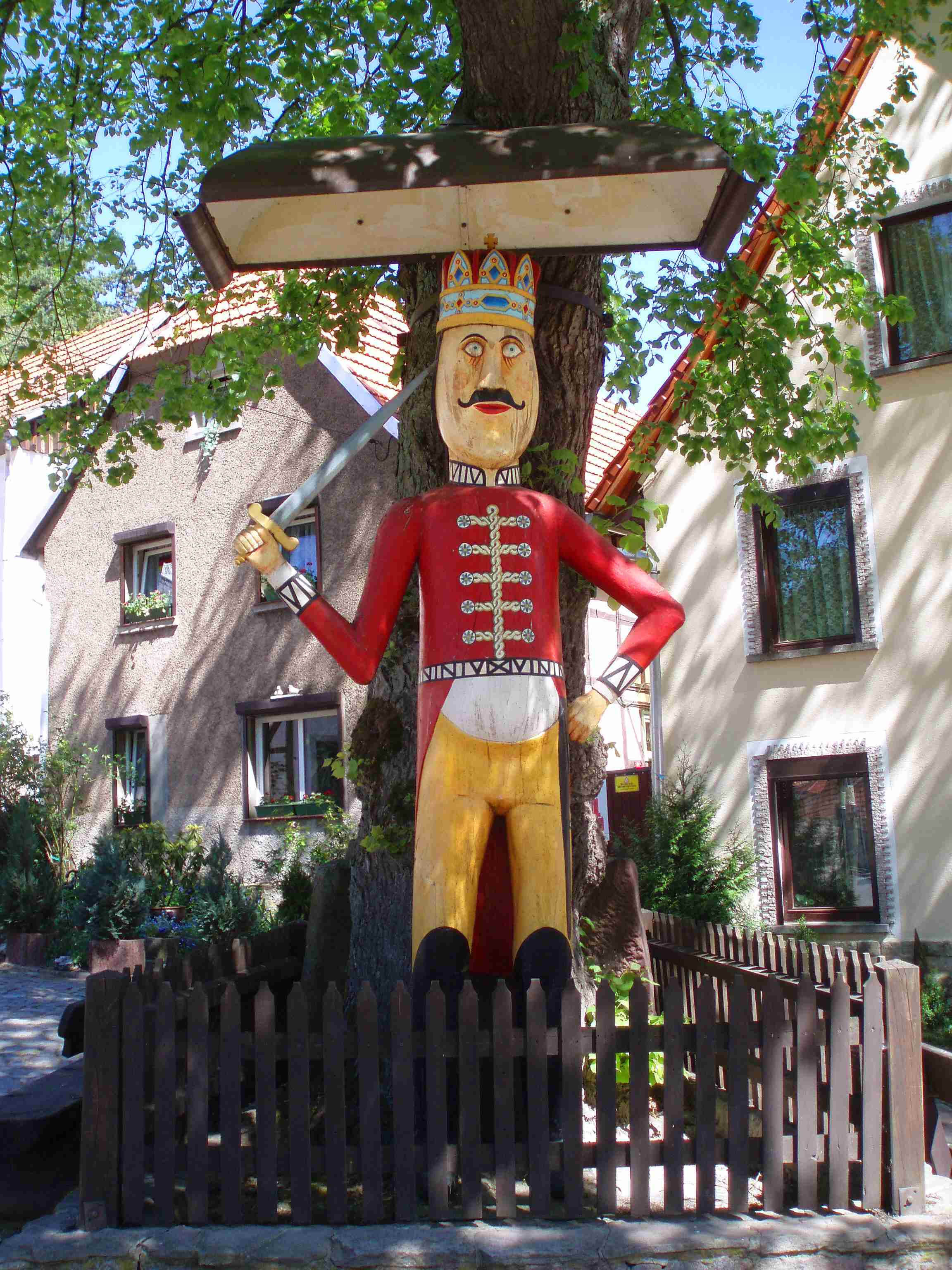
Questenberger Roland

Der Questenberger Roland steht in Questenberg, einem Ortsteil der Gemeinde Südharz im Landkreis Mansfeld-Südharz in Sachsen-Anhalt, etwa zwölf Kilometer westlich der Kreisstadt Sangerhausen im Unterharz.
Die denkmalgeschützte Rolandstatue wurde 1730 erstmals erwähnt; ihre Größe beträgt über drei Meter. Questenberg war nie ein Ort von größerer Bedeutung, die Gründe für die Aufstellung einer Rolandstatue sind daher unklar. Die Vermutungen reichen von einem Zeichen für Markt- und Münzrecht bis hin zu einer bloßen Kopie des Nordhäuser Rolands, dem der Questenberger im Aussehen entfernt ähnelt.
1976 wurde der Roland durch eine neue Eichenholz-Figur ersetzt, er gilt als die jüngste Neuaufstellung und wurde durch einen ortsansässigen Handwerker realisiert. 2014 musste die restaurierungsbedürftige Figur als Schutzmaßnahme bis zu einer Restaurierung auf eine überdachte Bühne auf dem Festplatz umziehen.